# Abdul Salam Arif
Abdul Salam Arif (en árabe: عبد السلام محمد عارف الجميلي‎`Abd as-Salām `Ārif Al-jumaili) (Bagdad, 21 de marzo de 1921-Basora, 13 de abril de 1966) fue un político y militar iraquí, segundo presidente de Irak desde 1963 hasta su muerte en 1966 quien desempeñó un papel determinante en el golpe de Estado del 14 de julio de 1958 en el que la monarquía hachemita fue derrocada.

## Primeros años
Hijo de un comerciante de ropa, Arif entró en su juventud en el ejército de Irak. Pronto se adhirió a las ideas del nacionalismo árabe, si bien no llegó a afiliarse a ningún partido político. Arif, al igual que Abdul Karim Qasim, sirvió con distinción en la infructuosa guerra árabe-israelí de 1948, donde capturó Yenín, en lo que más tarde sería la zona palestina de Cisjordania.

## Irak de Qasim

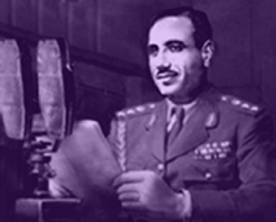
Arif en 1958

Arif se convirtió en miembro, junto a Qasim y otros oficiales iraquíes, de la organización militar clandestina "Oficiales Libres de Irak". Durante el verano de 1958, el primer ministro Nuri al-Said ordenó a las tropas iraquíes bajo Arif que se dirigieran a Jordania, como parte de un acuerdo de la Federación Árabe. Arif, en cambio, dirigió sus tropas hacia Bagdad y el 14 de julio llevó a cabo un golpe de Estado contra la monarquía hachemita. Tras la victoria, Qasim formó gobierno bajo la nueva república proclamada y Arif, su principal ayudante, fue designado vice primer ministro, ministro del Interior y vicecomandante en Jefe de las Fuerzas Armadas.
Casi de inmediato, sin embargo, surgieron tensiones entre el panarabista Arif y el nacionalista iraquí Qasim, que contaba con el apoyo del Partido Comunista Iraquí. Arif apoyaba una unión con la República Árabe Unida, compuesta por Egipto y Siria, bajo el presidente Gamal Abdel Nasser, pero Qasim estaba en contra de cualquier unión y defendía una política de "Irak primero". Además, Arif se oponía al predominio político que Qasim había concedido a los comunistas iraquíes en detrimento de los baazistas. En consecuencia, los dos líderes se enfrentaron en una lucha por el poder que terminó con Qasim prevaleciente y Arif destituido de todos sus cargos el 12 de septiembre. Fue nombrado para el cargo poco importante de embajador en Bonn, Alemania. Arif rechazó el cargo y al regresar a Bagdad el 4 de noviembre, fue detenido de inmediato por conspirar contra el Estado. Fue sentenciado a muerte junto a Rashid Ali al-Gailani en febrero de 1959, y liberado por Qasim en noviembre de 1961.

## Presidente de Irak

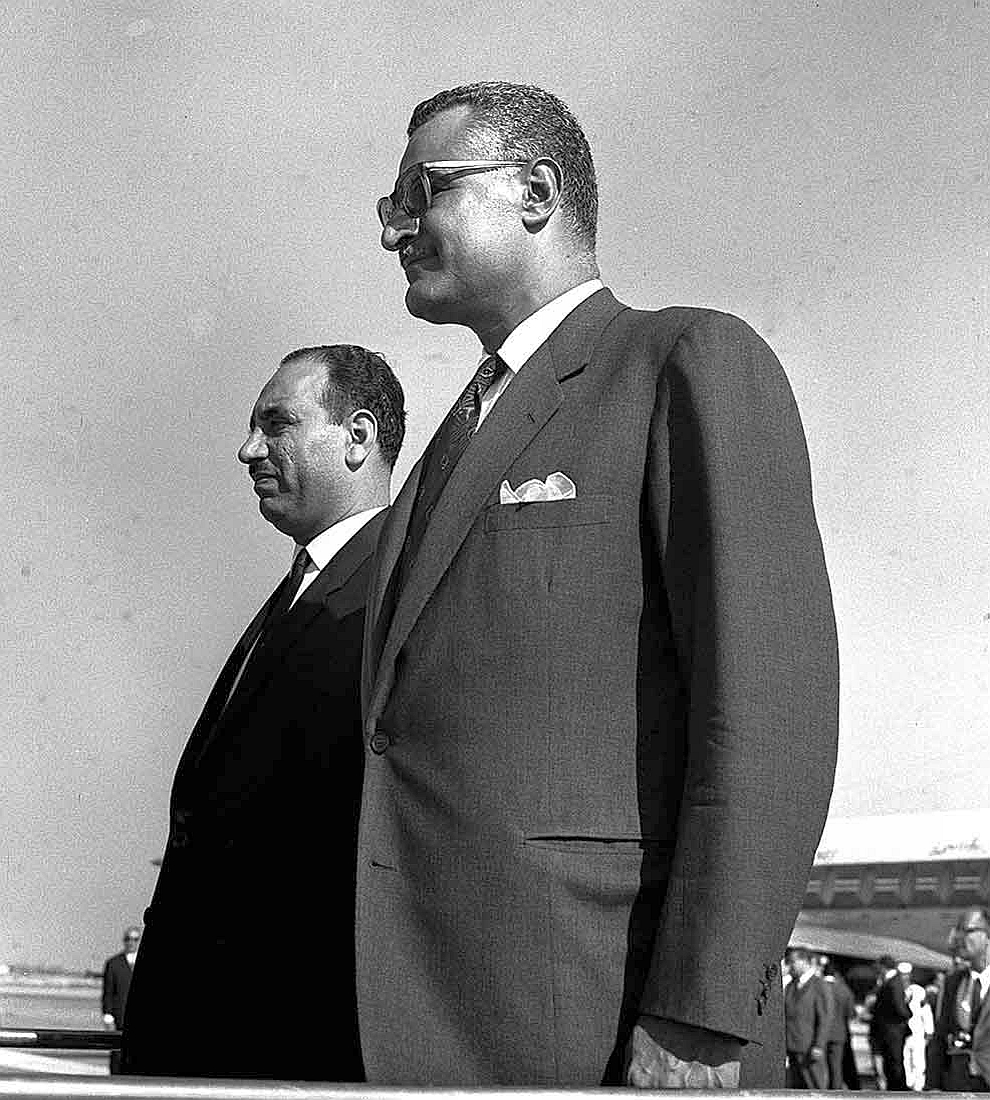
Arif junto al Presidente de Egipto Gamal Abdel Nasser en 1963.

### Gobierno baaz
Qasim fue derrocado el 8 de febrero de 1963 por una coalición de baazistas, militares y otros grupos panarabistas. Antes del golpe de Estado, Arif había sido elegido líder del Consejo del Mando Revolucionario y tras el golpe fue proclamado Presidente de Irak dada su gran popularidad. Qasim suplicó a Arif ser exiliado en lugar de ejecutado, y le recordó al nuevo presidente que dos años atrás él había conmutado su pena de muerte. Sin embargo, Arif exigió a Qasim que jurara sobre el Corán y públicamente que había sido él, Arif, el líder real del golpe de 1958. Qasim se negó y en consecuencia fue ejecutado.
A pesar de ser el presidente, gran parte del poder se encontraba a manos del primer ministro baazista Ahmed Hasan al-Bakr, otro militar, que trató de dominar la política iraquí para afianzar la influencia baazista. Inicialmente, Arif apoyaba las políticas baazistas, pero se alejó paulatinamente para seguir una política basada en el Egipto de Nasser. Tras el golpe de Estado baazista en Siria en marzo de 1963, Arif buscó la unificación de su país con Siria (separada de la República Árabe Unida en 1961). Después de una disputa con Nasser, el gobierno baazista de Irak retiró a todos los miembros no baazistas de su gabinete, a pesar del apoyo de Arif de Nasser.

### Gobierno nasserista
El 18 de noviembre de 1963, Arif, con el apoyo de elementos descontentos en el ejército, se aprovechó de una división entre baazistas, que había debilitado al partido, y expulsó a sus miembros del gobierno. Arif formó un nuevo gabinete, manteniendo a unos pocos baazistas (que serían retirados poco a poco) pero formado principalmente de oficiales militares y tecnócratas nasseristas. Mantuvo su presidencia y se designó a su mismo Jefe del Estado Mayor. Un mes después, entregó este último cargo a su hermano, el General Abdul Rahman Arif, y la jefatura del gobierno a su confidente el teniente general Tahir Yahya. En el otoño de 1964, los baazistas trataron de derrocar a Arif, pero fallaron cuando su conspiración se reveló. Arif arrestó a los conspiradores, incluyendo a Sadam Huseín.
Arif nombró a numerosos ministros nasseristas a lo largo de los años 1964 y 1965, pero la influencia de éstos sobre la administración pública era muy reducida, siendo que las fuerzas armadas de Irak seguían siendo el principal sostén del Partido Baaz, manteniendo al-Bakr su influencia sobre los altos oficiales.
En cuanto a la política interna, el presidente Arif jugó un papel importante en la construcción y la mejora de la infraestructura del país, desarrollando un amplio plan de obras públicas.

#### Unión con Egipto

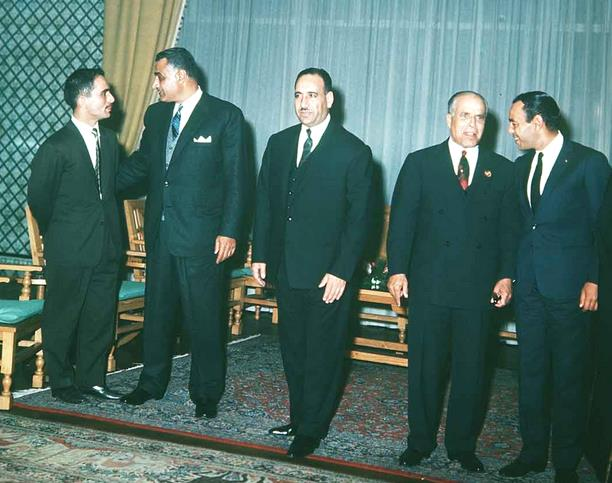
Líderes árabes en la cumbre de la Liga Árabe de 1964 en Alejandría. De izquierda a derecha: el Rey Husein de Jordania, Gamal Abdel Nasser, Arif, Habib Bourguiba y el Rey Hasán II de Marruecos.

El 26 de mayo de 1964, Arif estableció el Consejo de la Presidencia Conjunta con Egipto. El 14 de julio, en el aniversario de la revolución, declaró el establecimiento de la Unión Socialista Árabe (USA) de Irak, elogiándola como el «umbral de la construcción de la unidad de la nación árabe bajo el socialismo árabe». Su estructura era casi idéntica a la USA de Egipto, y al igual que en Egipto, muchos partidos nacionalistas árabes fueron disueltos y absorbidos por la USA. Además, todos los bancos y unas treinta empresas importantes iraquíes fueron nacionalizadas. Arif realizó estas medidas en un esfuerzo por acercar su país a Egipto y ayudar a fomentar la unidad.
El 20 de diciembre de 1964 se dieron a conocer los planes para la unión. Sin embargo, Arif carecía de apoyo político en Irak para ejecutar este proyecto de unión. En julio de 1965, sus ministros nasseristas dimitieron del gabinete iraquí, mostrando la incapacidad de Arif para imponer tecnócratas nasseristas en el gobierno iraquí y causando el fracaso definitivo de los intentos de acercamiento a Egipto.

## Muerte y consecuencias
El 13 de abril de 1966, Arif murió  al estrellarse un de Havilland DH.104 Dove, RF392, de la Fuerza Aérea Real Iraquí, en el sur del país. Los informes de la época afirmaron que había muerto en un accidente de helicóptero. Sin embargo, se ha especulado que la causa real podría haber sido un acto de sabotaje por parte de elementos baazistas del ejército iraquí. Abdul Rahman al-Bazzaz fue nombrado presidente en funciones durante tres días, y se desató una lucha de poder por la presidencia. En la primera reunión con el Consejo de Defensa y el gabinete para elegir a un nuevo presidente, Al-Bazzaz necesitaba una mayoría de dos tercios para obtener la presidencia. Al-Bazzaz fracasó, y Abdul Rahman Arif, hermano de Abdul Salam, fue elegido presidente. Los oficiales del ejército lo veían como más débil y más fácil de manipular que su hermano.

## Familia
El 13 de diciembre de 2004 la hija de Arif, Sana Abdul Salam, y su marido, Wamith Abdul Razzak Said Alkadiry, fueron asesinado a tiros en su casa de Bagdad por asaltantes desconocidos. Su hijo de 22 años, Rafal Alkadiry, fue secuestrado, y más tarde asesinado.